# Krnja Jela (Bosanski Petrovac)
Krnja Jela (szerbül: Крња Јела) szerb falu Bosznia-Hercegovinában, a Bosznia-hercegovinai Föderáció Una-Szanai kantonjában, Bosanski Petrovac községben.

## Fekvése
Bosznia-Hercegovina nyugati részén, Bihácstól légvonalban 47, közúton 66 km-re délkeletre, Bosanski Petrovactól légvonalban 7, közúton 10 km-re északkeletre, a Bravsko polje legnyugati részén, a Grmeč-hegység kiirtott hegyi tisztásain található, csak egy kis része van a mezőn. Nyugatról és északról magas hegyek zárják le, melyeket többnyire tűlevelűek borítanak. Ezek a Risovača, a Matijevača, a Stražbenica, a Suvi vrh, a Misije, a Kosijer, az Omar és a Dronjkuša. A keleti és a déli oldal a mezőre nyílik, és ott a falu Smoljana faluhoz csatlakozik. A házak több csoportban vannak szétszórva. Ősszel és télen két kisebb, egy kilométer hosszúságú patak fut át a falun. Valamikor ezeknek a patakoknak vízimalmai is voltak.

## Népessége
| Nemzetiségi csoport | Népesség 1991 | Népesség 2013 |
| ------------------- | ------------- | ------------- |
| Szerb               | 470           | 191           |
| Bosnyák             | 0             | 0             |
| Horvát              | 0             | 1             |
| Jugoszláv           | 2             | 0             |
| Egyéb               | 3             | 2             |
| Összesen            | 475           | 194           |

## Története
A környező településekhez hasonlóan itt is található egy ókori erőd maradványa. A sáncokkal övezett terület szabálytalan kereszt alaprajzú, nagyjából 60x60 méteres. A köfalakon (melyek a nyugati és délnyugati oldalon maradtak fenn) kívül mély árkok is védték. A leletek között főként vaskori cseréptöredékek találhatók.
Krnja Jela települései aránylag nem túl régiek. Az idősek nagyapáik elbeszéléseiből tudják, hogy 250-300 évvel ezelőtt Krnja Jelában legfeljebb két ház állt, a Branković és a Mrđa családoké. A vidék nagy részét ekkor még mindig erdő borította. A település 1878-ig tartozott az Oszmán Birodalomhoz, ekkor a berlini kongresszus határozata alapján az Osztrák-Magyar Monarchia része lett. A monarchia szétesésével 1918-ban előbb a Szerb-Horvát-Szlovén Királyság, majd 1929-től a Jugoszláv Királyság része. Az 1929-es törvény értelmében, amikor Bosznia-Hercegovinát négy banovinára, Drinskára, Vrbaskára, Zetskára és Primorskára osztották, a település a Vrbaska banovina része lett, amelynek székhelye Banja Luka volt. Jugoszlávia megszállása után a Független Horvát Állam (NDH) része lett. A második világháború után a szocialista Jugoszláviához tartozott. A daytoni békeszerződést követő területfelosztásnál Bosanski Petrovac község részeként a Bosznia-hercegovinai Föderáció területéhez került.

## Nevezetességei
- Gradina – vaskori erőd maradványai.[5]

## Fordítás
- Ez a szócikk részben vagy egészben  a   Krnja Jela (Bosanski Petrovac) című bosnyák Wikipédia-szócikk ezen változatának fordításán alapul.  Az eredeti cikk szerkesztőit annak laptörténete sorolja fel. Ez a jelzés csupán a megfogalmazás eredetét és a szerzői jogokat jelzi, nem szolgál a cikkben szereplő információk forrásmegjelöléseként.